# Problem synoptyczny

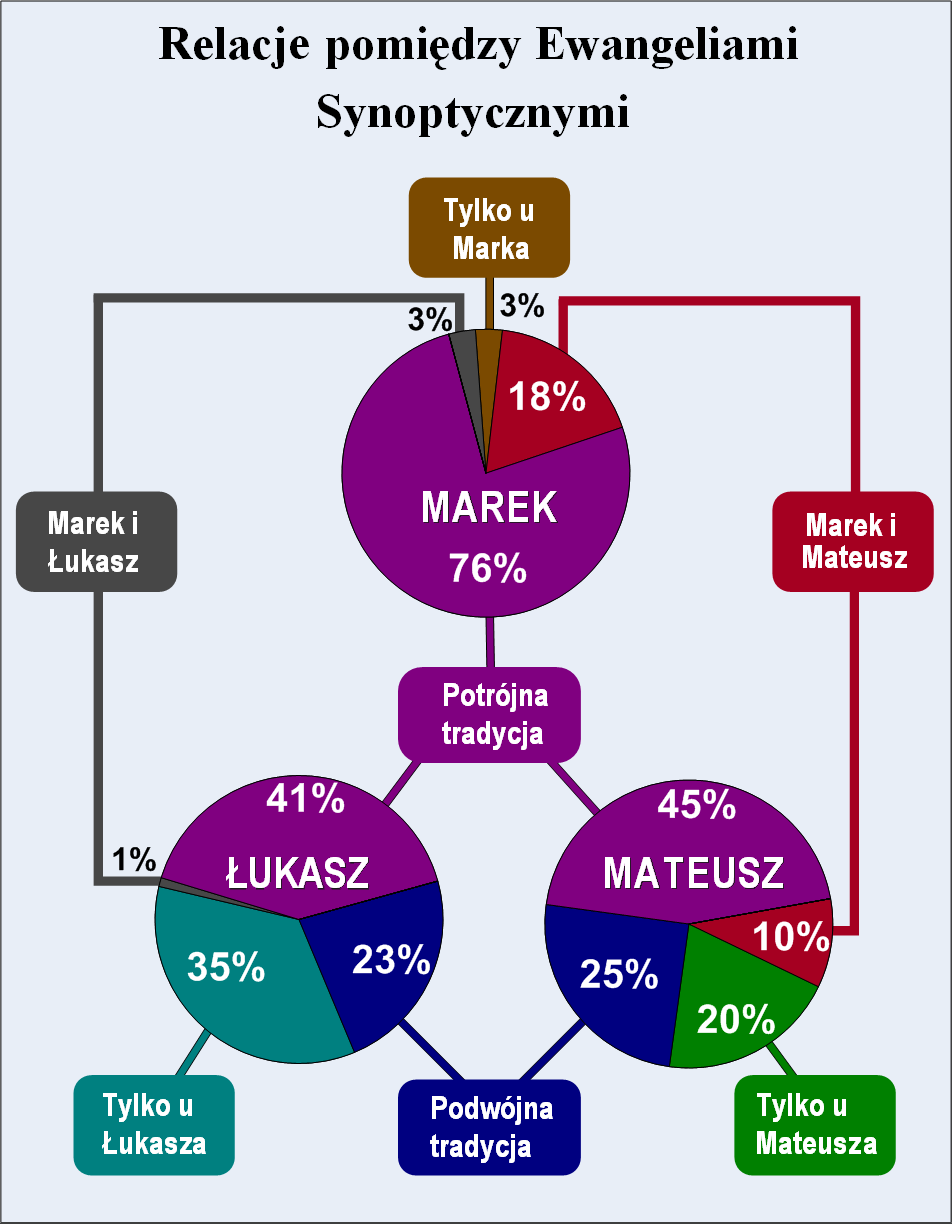
Niemal cały materiał Marka zawarty jest w Mateuszu, również większość materiału Marka występuje w Łukaszu. Ponadto Mateusz i Łukasz mają sporo wspólnego materiału nie występującego w Marku.

Problem synoptyczny – określenie w biblistyce nowotestamentowej dotyczące podobieństwa między trzema pierwszymi Ewangeliami kanonicznymi: Mt, Mk, Łk (Ewangelie synoptyczne). Podobieństwa te obserwuje się w treści, strukturze, kompozycji, słownictwie oraz składni; wspólna jest chronologia, kolejność wypowiedzi i wygłoszonych mów. 
Ewangelie synoptyczne łączy również wspólny schemat kompozycyjny: Jan Chrzciciel, chrzest Jezusa, działalność w Galilei, powrót do Jerozolimy, męka, śmierć i zmartwychwstanie. Jan natomiast koncentruje się na działalności Jezusa w Jerozolimie. U Synoptyków wzmiankowane są dwie Paschy w czasie misji Jezusa, u Jana natomiast trzy (Jn 2,13; 6,4; 13,1).
Od czasów Augustyna po wiek XVIII problem synoptyczny usiłowano wyjaśnić przy pomocy hipotezy wzajemnej zależności. W XIX wieku zaczęto odwoływać się do zaginionych źródeł, z których mieliby korzystać Ewangeliści (przede wszystkim źródło Q).

## Podobieństwo trzech pierwszych Ewangelii
Ewangelia Jana w sposób znaczący odróżnia się od trzech pierwszych. Dlatego już w starożytności nazwano ją pneumatyczną w sensie duchową (z gr. Πνεύμα Pneuma – duch), podczas gdy trzy pierwsze – somatycznymi (z gr. σῶμα soma – ciało). Dzisiaj określane są jako synoptyczne. Słowo synoptyczna pochodzi od greckiego συνοψις (tu: wspólny punkt widzenia). Po raz pierwszy nazwy tej, w formie rzeczownikowej (synopsa), użył Johann Jakob Griesbach (1745–1812), który też sporządził pierwszą synopsę (1774). Formę przymiotnikową (synoptyczny) zaczęto stosować w połowie XIX wieku. Przedtem określano je jako „trzy pierwsze ewangelie” (die drei ersten Evangelien). 
Wyniki porównania trzech pierwszych Ewangelii są następujące: 
| Ewangelia | Liczba wierszy | Mt i Łk            | Treści własne     |
| Mateusz   | 1072 wierszy   | 235 wspólnych z Łk | 330 wierszy (31%) |
| Marek     | 677 wierszy    | —                  | 28 wierszy        |
| Łukasz    | 1152 wierszy   | 235 wspólnych z Mt | 531 wierszy (48%) |

Według obliczeń Westcotta: 
- Mateusz ma 58% materiału zgodnego z innymi Ewangeliami, a 42% dobra własnego;
- Marek ma 93% materiału zgodnego z innymi Ewangeliami, a 7% dobra własnego;
- Łukasz ma 41% materiału zgodnego z innymi Ewangeliami, a 59% dobra własnego[3].

## Historia badań

### Dawne próby wyjaśnienia problemu

#### Hipoteza wzajemnej zależności

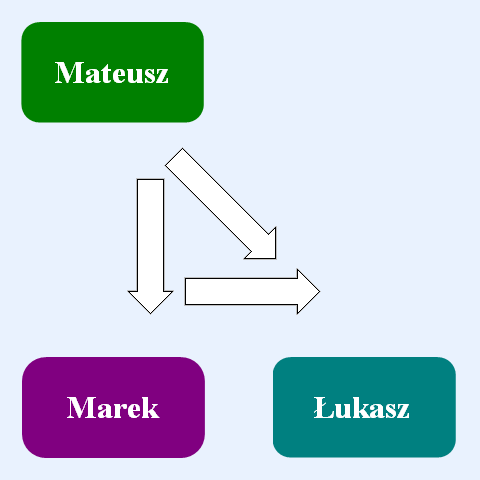
Według Augustyna

Najstarszą teorią, mającą wyjaśnić zależność literacką między trzema pierwszymi Ewangeliami, jest hipoteza wzajemnej zależności. Twórcą jej jest Augustyn (354–430), który był przekonany, że pierwszą Ewangelię napisał apostoł Mateusz. Marek, uczeń apostoła Pawła i Piotra, streścił Ewangelię Mateusza, Łukasz zaś przy pisaniu swojej Ewangelii posłużył się Ewangelią Mateusza i Marka. Za Augustynem opowiadali się Hugo Grocjusz, John Mill, Richard Simon, Calmet, Wettstein, Leonard Hug, Wolfius. 

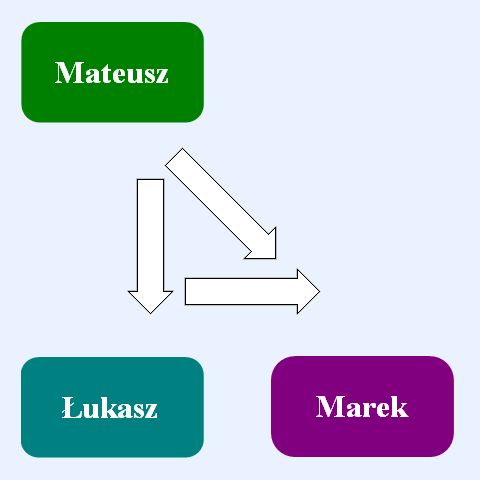
Według Griesbacha

J.J. Griesbach w 1789 roku przyjął hipotezę zależności, ale ją zmodyfikował. Uznał, że Ewangelia Marka jest najmłodsza, Ewangelista Marek posłużył się pierwszą i trzecią Ewangelią synoptyczną. Stanowisko to poparli: Fritzsche, Meyer, De Wette, Baur. 

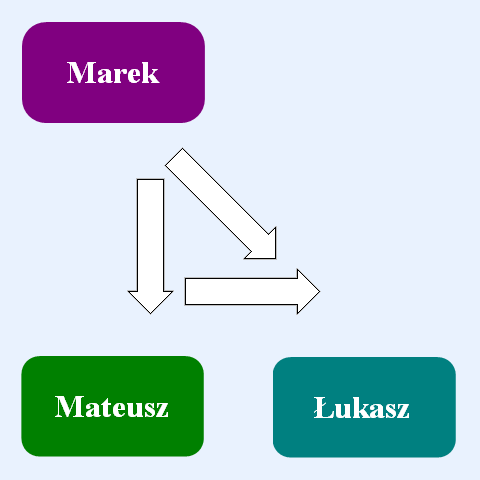
Według Storra

G.C. Storr uznał, że Mateusz wykorzystał Ewangelię Marka, natomiast Łukasz wykorzystał zarówno Ewangelię Marka, jak i Mateusza. Stanowisko to poparli Weisse i Wilke.

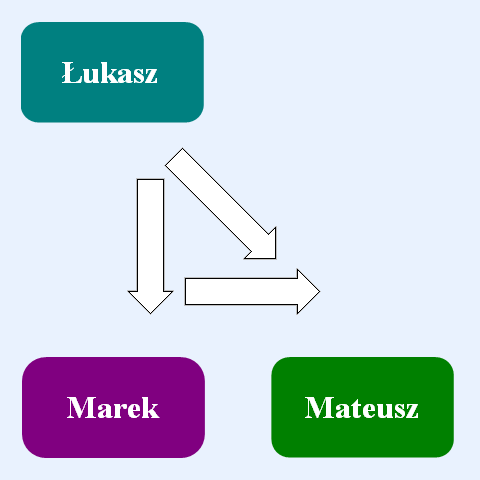
Według Vogela

Vogel uważał, że Marek wykorzystał Ewangelię Łukasza, a Mateusz Ewangelię Marka i Łukasza.

#### Hipoteza pierwotnej Ewangelii
Gotthold Efraim Lessing (1729–1781), nie zgadzając się z hipotezą zależności Augustyna, wysunął w 1778 roku tzw. hipotezę pierwotnej Ewangelii. Powołując się na pewne doniesienia ojców Kościoła, był przekonany, że synoptycy, pisząc swoje Ewangelie, posłużyli się nieznaną dzisiaj Ewangelią, napisaną w języku aramejskim. W 1794 roku hipotezę Lessinga rozwinął J.G. Eichhorn, który sądził, że ewangeliści posłużyli się różnymi recenzjami ewangelii aramejskiej. Hipoteza Lessinga i Eichhorna nie wyjaśniała, dlaczego większość paralelnych wierszy w Ewangeliach synoptycznych ma niemal identyczne brzmienie. Dokonano więc korekty hipotezy Lessinga, według której synoptycy mieli korzystać z greckiego przekładu aramejskiej ewangelii.

#### Hipoteza diegez
Dotychczas zajmowano się głównie podobieństwami Ewangelii synoptycznych. Natomiast Daniel Schleiermacher, autor hipotezy diegez, konstruując swoją hipotezę, skupił uwagę przede wszystkim na występujących u synoptyków różnicach. Według Schleiermachera ewangeliści mieli posłużyć się uprzednio spisanymi krótkimi historiami na temat cudów, męki i śmierci Jezusa, nazwanych przezeń diegezami. Ewangeliści zbierali te diegezy i wykorzystywali według własnej koncepcji. Kontynuatorami tej myśli byli C. Lachmann i C. Weizsäcker.

#### Hipoteza ustnej tradycji
G. Herder twierdził, że u źródeł Ewangelii kanonicznych znajduje się wyłącznie ustna tradycja, wykorzystana przez ewangelistów zgodnie z ich własnymi założeniami. Hipoteza Herdera nie uwzględnia często występującej pomiędzy Ewangeliami werbalnej zgodności, co najlepiej tłumaczyć literacką zależnością. 
S.P. Tregelles (1813–1875) krytycznie ocenił wszystkie zgłoszone dotychczas propozycje, wskazał na ich niedociągnięcia. Według niego żadna nie wyjaśnia problemu synoptycznego. Nadal więc trwało poszukiwanie teorii, która w pełni wyjaśni wzajemną zależność Ewangelii synoptycznych. Poszukiwaniom towarzyszyły badania nad strukturą i treścią Ewangelii. Prowadzili je głównie bibliści ze szkoły religijno-historycznej (Ch.G. Wilke, Ch.H. Weisse, B. Weiss, C. Weizsäcker, H.J. Holtzmann).

#### Teoria dwóch źródeł

Hipoteza dwóch źródeł sugeruje, że Ewangelia Marka powstała jako pierwsza. Istniało ponadto drugie źródło, nazwane źródłem Q. Ewangelie Mateusza i Łukasza powstały niezależenie, korzystając z Marka i Q jako źródeł.

Weisse i Holtzmann, korzystając z badań Weizsackera i Weissa, stworzyli teorię dwóch źródeł, która wyjaśnia podobieństwa i różnice synoptyków. Klasyczne sformułowanie tej teorii zawiera dzieło P. Wernlego Die synoptische Frage (Freiburg 1899): teksty zgodne z Markiem pozostali synoptycy mieli od niego zaczerpnąć, natomiast teksty jedynie im wspólne pochodziły ze źródła Q (ustnego lub pisanego, aramejskiego lub greckiego). 
Teoria dwóch źródeł opiera się zasadniczo na dwóch tezach. Pierwsza wiąże się z przekonaniem, że Ewangelia Marka jest najstarszą Ewangelią kanoniczną. Mateusz i Łukasz, pisząc swoje Ewangelie, korzystali z Ewangelii Marka. Druga teza autorów teorii dwóch źródeł opiera się na przekonaniu, że Mateusz i Łukasz korzystali z różnych źródeł. Ponadto mieli wspólne źródło, a mianowicie dzieło zawierające słowa i mowy Jezusa, które niestety zaginęło. Nazwano je źródłem Q (od niem. Quelle – źródło). Po raz pierwszy terminem tym posłużył się P. Wernle. Tezę o istnieniu drugiego pisanego źródła wysunął już J.G. Eichhorn. Później rozwinęli ją Ch.H. Weisse i Ch.G. Wilke. Wspólny materiał pochodzący ze źródła Q obejmuje przede wszystkim mowy Jezusa (a nie narracje): kazanie Jana Chrzciciela, kuszenie Jezusa na pustyni, Kazanie na górze (u Łukasza na równinie), historię setnika z Kafarnaum, wypowiedź Jezusa o Janie Chrzcicielu, mowę przy rozesłaniu uczniów, Modlitwę Pańską i przypowieści o ziarnku gorczycznym, o kwasie, o wielkiej uczcie, o talentach oraz napomnienia w związku z nadejściem końca świata. 
Za istnieniem źródła Q, tj. źródła mów i słów Jezusa, przemawia przekaz Euzebiusza z Cezarei, który powtarza za Papiaszem: „Mateusz zaś, posługując się dialektem hebrajskim, zebrał razem słowa Jezusa” (Hist. Eccl. III, 39, 16). Papiasz prawdopodobnie mówi o aramejskiej wersji zbioru logiów Jezusa, którego autorem byłby jeden z uczniów Jezusa. Poza źródłem Q zbiorów logiów Jezusa mogło być więcej. Dowodzi tego odkryta w 1945 roku Ewangelia Tomasza, która jest zbiorem mów Jezusa, jakkolwiek innego typu, i tym samym nie może być identyfikowana ze źródłem Q. 
Próbowano zrekonstruować źródło Q, jednak z nie najlepszym rezultatem. Wciąż aktualnym pozostaje pytanie, który z ewangelistów synoptycznych zaczerpnął najwięcej ze źródła Q i najwierniej przekazał jego treść. Innym problemem jest nieobecność historii męki, śmierci i zmartwychwstania Jezusa w źródle. Łukaszowe cytaty ze źródła Q przekazują bardziej pierwotną chrystologię, natomiast Mateuszowe cytaty mają wiele akcentów polemicznych. Mateusz miałby zachować raczej zawartość Q, a Łukasz przede wszystkim kolejność. Mateusz i Łukasz korzystali także z innych źródeł. Materiał, niezaczerpnięty z Ewangelii Marka ani ze źródła Q, nazywany jest dobrem własnym (niem. Sondergut) Mateusza lub dobrem własnym Łukasza. Jednak część dobra własnego mogła pochodzić ze źródła Q.
Głównym zarzutem podnoszonym przez przeciwników teorii dwóch źródeł są tzw. mniejsze zgodności (ang. minor agreements) – to ok. 1000-2000 miejsc (w zależności od autora), w których Mt i Łk zgadzają się przeciwko Mk (np. jakieś słowo u Mk poprawione u Mt i Łk na dokładnie to samo, inne słowo; albo zarówno Mt jak i Łk opuszczają dokładnie to samo z tekstu Mk). To sugerowałoby jakiś rodzaj ich wzajemnej zależności, którą teoria dwóch źródeł a priori odrzuca. Stąd próby wytłumaczenia takich ewentualnych zależności. Na gruncie samej teorii dwóch źródeł poszczególne przypadki takich zgodności dzieli się na mniejsze grupy i próbuje wyjaśniać różnymi sposobami.

#### Teoria czterech źródeł

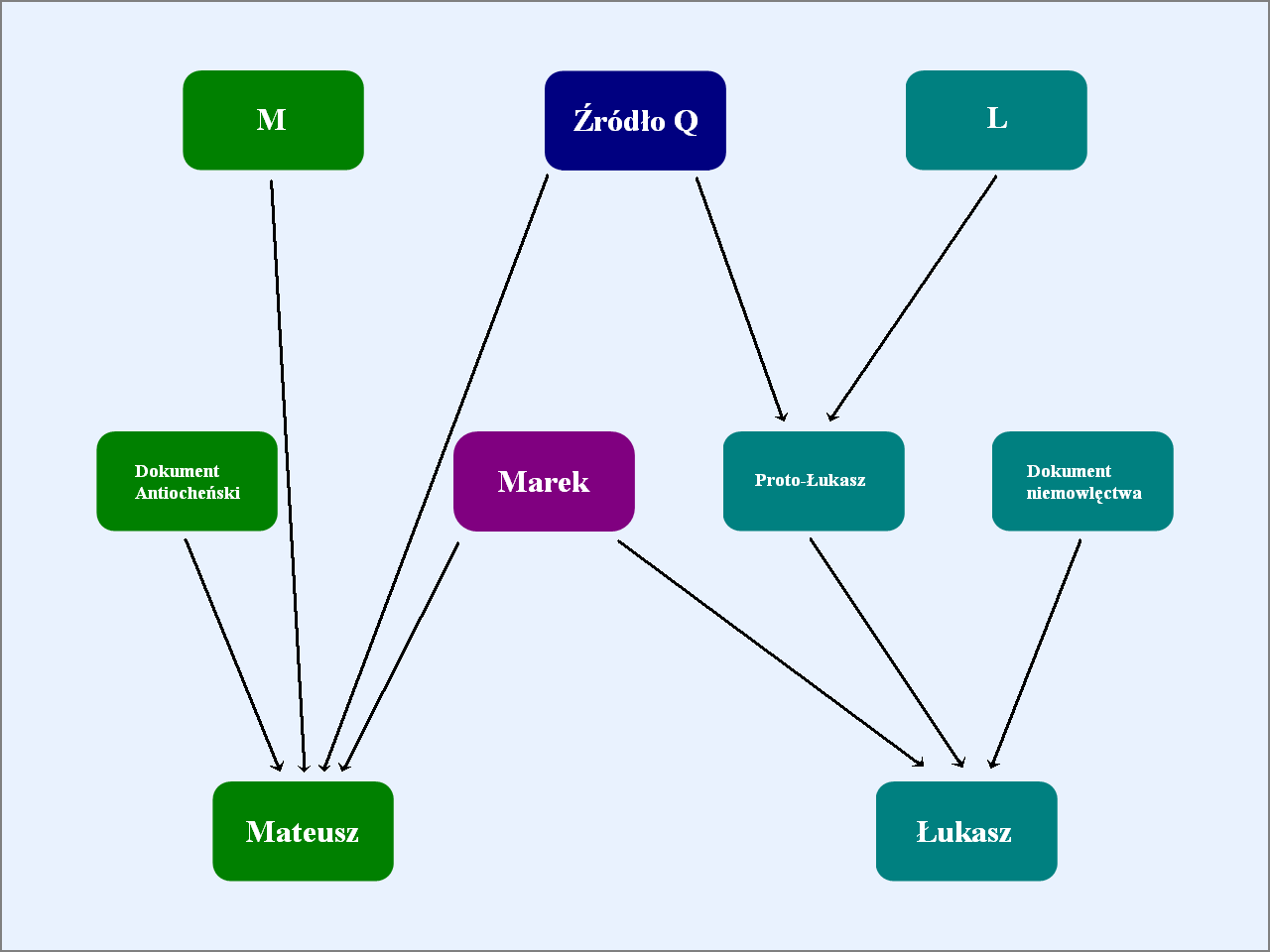
Hipoteza czterech źródeł

Jest wersją rozwiniętą (i najczęściej dziś przyjmowaną) teorii dwóch źródeł. Burnett Hillman Streeter (1875–1937) uznał, że dokładniej opisuje problem synoptyczny wielość źródeł (nie negując jednocześnie dwóch podstawowych źródeł: Mk i Q). Dobro własne Ewangelii Mateusza i Ewangelii Łukasza pochodzi z dwóch odrębnych źródeł pisanych (M – związany z Jerozolimą i L – związany z Cezareą). Doszukiwał się judaistycznych tendencji w M. Natomiast źródło Q związane było z Antiochią, skomponowane zostało w języku aramejskim, prawdopodobnie przez apostoła Mateusza dla chrześcijan z Galilei. Mateusz nie znał źródła, z którego korzystał Łukasz, a Łukasz nie znał źródła, z którego korzystał Mateusz. Mateusz powstał pod wpływem Mk, M i Q (źródło M częściowo pokrywa się z Markiem), natomiast Ewangelia Łukasza powstawała w dwóch etapach. Pierwsza redakcja była wynikiem kompilacji materiału ze źródła Q i źródła L, znanego jedynie Proto-Łukaszowi. Natomiast w drugim etapie Ewangelia Proto-Łukasza została rozbudowana pod wpływem Ewangelii Marka. Pierwsza Ewangelia jest kombinacją tradycji Jerozolimy, Antiochii i Rzymu, natomiast trzecia – Cezarei, Antiochii i Rzymu.

#### Inne rozwinięcia teorii dwóch źródeł
Joachim Jeremias, zwracając uwagę na rozbieżności pomiędzy dwiema wersjami błogosławieństw i Modlitwy Pańskiej, zaproponował, że część materiału zaszeregowanego do źródła Q pochodzi z tradycji ustnej. 
Q nie mogło być napisane w języku greckim, ponieważ Mateusz i Łukasz, tłumacząc aramejskie terminy, bardzo często posługują się innymi greckimi ekwiwalentami. Niektóre semickie formy gramatyczne, niemające ścisłych odpowiedników w języku greckim, zostają wyrażone inną formą u Mateusza, a inną u Łukasza. O ile powyższe rozbieżności mogłyby wynikać z odmiennego przekładu zapisanego słowa aramejskiego (hebrajskiego), to jednak zachodzą również i poważniejsze różnice, niedające się w podobny sposób wytłumaczyć różnice: 
- da dobre rzeczy proszącym Go (Mt 7, 11), da Ducha Świętego proszącym Go (Łk 11, 13).
- Godzien jest robotnik wyżywienia swego (Mt 10, 10) Godzien bowiem robotnik zapłaty swojej (Łk 10, 7).

Idea jest ta sama, ale zachodzące różnice trudno wyjaśniać pochodzeniem z tego samego źródła literackiego. Można je wyjaśnić pochodzeniem z tradycji ustnej. Wspólne Mateuszowi i Łukaszowi teksty pochodzą z ustnej relacji tego samego świadka. Jednak pewne argumenty świadczą za źródłem pisanym. Sprzeczności tej nie można rozwikłać przy pomocy teorii dwóch źródeł. Dlatego część biblistów uznało, że teoria ta nie wyjaśnia w zadowalający sposób problemu synoptycznego. Spowodowało to pojawienie się kolejnych teorii, mnożące liczbę recenzji źródła Q bądź liczbę źródeł. 
C.S. Patton, przyjmując teorię dwóch źródeł, rozróżnia trzy kolejne edycje źródła Q (Q1, Q2, Q3). W. Bussmann za możliwe do przyjęcia uznał istnienie jedynie dwóch redakcji źródła Q, mianowicie Qa i Qb. Najbardziej rozwinął analizę różnych hipotetycznych stadiów redakcji źródła Q J.S. Kloppenborg. Dla innych jakiekolwiek próby wydań „krytycznych” wciąż hipotetycznego Q pozostają przesadą i brak im naukowości.
Inni badacze sugerowali dodatkowe wyjaśnienie zachodzących nieregularności hipotetycznym faktem korzystania przez Mt i Łk z różniących się między sobą manuskryptów Mk albo istnieniem różnych etapów redakcji samego Mk, z których ten z którego skorzystano byłby inny od tego, do którego mamy dostęp dzisiaj. To zakładołoby istnienie jakiegoś albo wcześniejszego Mk (Ur-Marcus) albo późniejszego (Deutero-Mark). Procedury redakcji do których dochodzi się w takich teoriach stają już bardzo skomplikowane.

### Teoria wielu źródeł

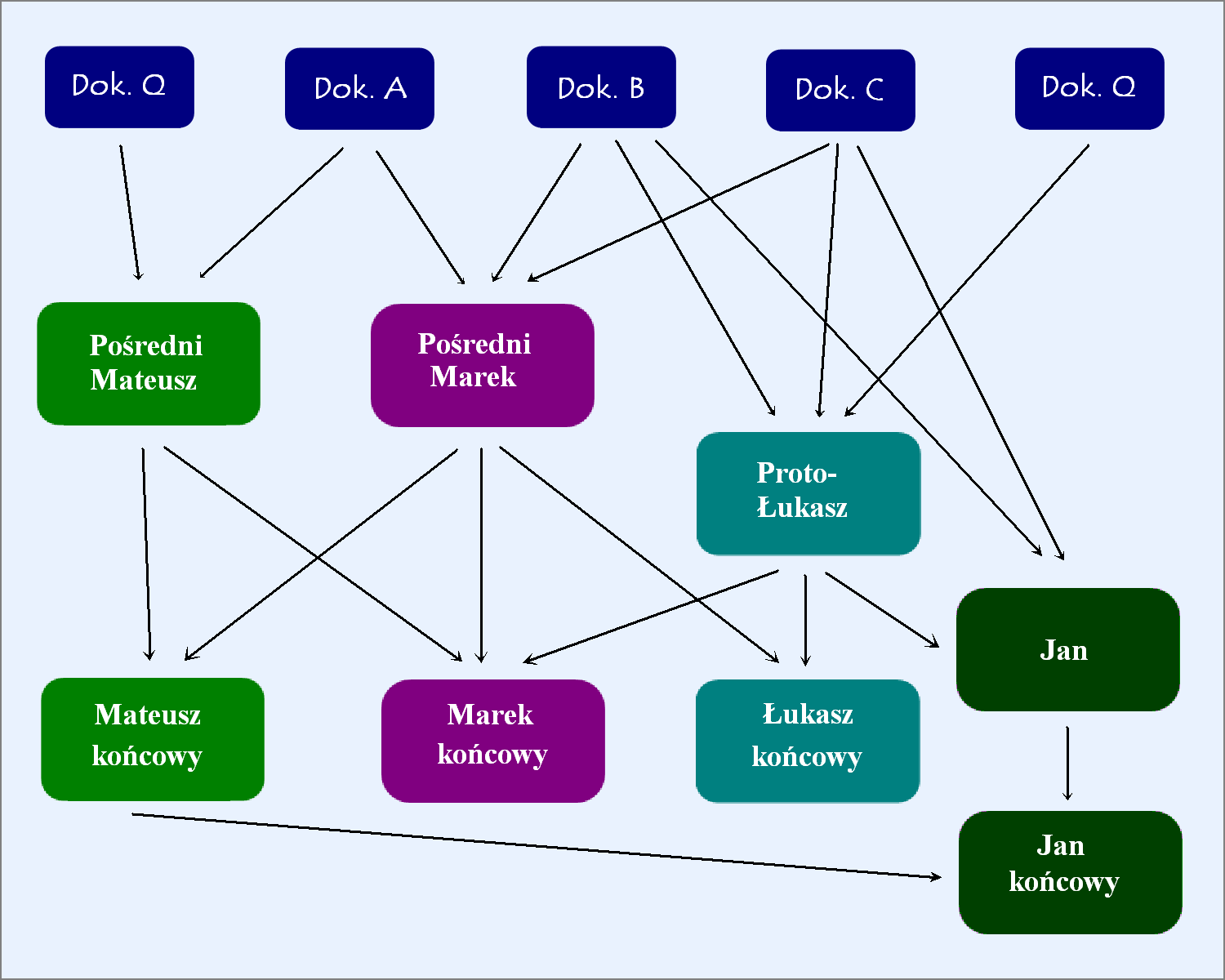
Hipoteza Boismarda

Twórcą rozbudowanej i bardzo skomplikowanej teorii wielu źródeł jest Marie-Émile Boismard (1916–2004). Przyjął on dla Ewangelii synoptycznych istnienie czterech podstawowych źródeł pisanych: A, B, C, Q. Ewangelie synoptyczne powstały w wyniku dwustopniowej redakcji. Dokument A był pochodzenia palestyńskiego. Miały się w nim znajdować proste i rzeczowe relacje z życia Jezusa, zawierające jedynie pewne elementy interpretacyjne. Dokument B miał być adaptacją dokumentu A, dokonaną dla potrzeb chrześcijan wywodzących się z pogaństwa. Dokument C zawierał starą tradycję palestyńską o Jezusie. Na jego istnienie wskazują te perykopy Ewangelii Marka, które są wyraźną kompilacją trzech tekstów. Natomiast dokument Q zawierał zasadniczo materiał wspólny dla Ewangelii Mateusza i Ewangelii Łukasza. Na pierwszym etapie kształtowania się Ewangelii synoptycznych tzw. Pośredni-Mateusz korzystał z dokumentu A i Q. Pośredni-Marek oparł głównie swoje dzieło na dokumencie B. Korzystał jednak również z dokumentu A i C. Proto-Łukasz korzystał z dokumentu B, C i Q. Najwięcej jednak materiału zaczerpnął z Pośredniego-Mateusza. W końcowej redakcji Mateusz korzystał z Pośredniego-Marka, Marek z Pośredniego-Mateusza i Proto-Łukasza, Łukasz zaś z Pośredniego-Marka. 
Jakkolwiek hipoteza Boismarda wyjaśnia wszystkie zachodzące między Ewangeliami zależności, w dalszym ciągu pozostaje kwestia do rozstrzygnięcia: w jaki sposób w tak krótkim czasie mogło dojść do tak skomplikowanych zależności. Wszystkie źródła oddziaływać miałyby jedynie na pośrednie redakcje poszczególnych Ewangelii, nie mając żadnego wpływu na etap końcowy.

### Inne wyjaśnienia
Ponieważ żadna z zaproponowanych dotąd hipotez nie wyjaśnia przekonująco wszystkich zależności, wciąż podejmowane są nowe próby rozwiązania problemu synoptycznego. Thomas L. Brodie w roku 2006 odrzucił źródło Q, a w jego miejsce zaproponował Proto-Łukasza. Proto-Łukasz miał zawierać prawie połowę obecnej Ewangelii Łukasza oraz Dziejów Apostolskich. Struktura Proto-Łukasza jest wzorowana na historii Eliasza-Elizeusza (1 Krl 16,29 – 2 Krl 13,25) i składa się z ośmiu części: 
1. Narodzenie Jezusa – Łk 1-2
2. Wczesna służba Jezusa – Łk 3,1-4,22a (z wyjątkiem 3,7-9; 4,1-13); 7,1-8,3
3. Jezusa podróże do Jerozolimy – Łk 9,51-10,20; 16,1-9.19-31; 17,11-18,8; 19,1-10
4. Śmierć i zmartwychwstanie Jezusa – Łk 22-24, z wyjątkiem 22,31-65
5. Początek Kościoła – Dzieje 1,1-2,42
6. Początek działalności Kościoła – Dz 2,43-5,42
7. Kościół wyprowadzony poza Jerozolimę – Dz 6,1-9,30
8. Przemiana Kościoła, przyjęcie pogan – Dz 9,31-15,35.

Każda z tych ośmiu części składa się z dwóch dalszych podczęści i struktura ta odpowiada historii Eliasza-Elizeusza. Tej samej struktury Brodie doszukuje się w Księdze Sędziów. Z Proto-Łukasza mieli korzystać Marek, Mateusz i Łukasz.
Za najważniejsze konkurencyjne teorie wobec wciąż najpowszechniej uznawanej (a jednocześnie posiadającej nadal słabe punkty) teorii dwóch źródeł uważa się obecnie:
- teorię dwóch Ewangelii (albo Griesbacha) – uwspółcześnioną wersję teorii Griesbacha, według której najstarszą Ewangelią jest Mateusz, z którego korzystał Łukasz, a Marek streścił obu (próbując pogodzić ich wersje). W połowie XX wieku powrócił do niej Farmer[24], a współcześnie najszerzej omawia ją Peabody wraz ze współpracownikami[25]. Według krytyków taki proces w wykonaniu Marka musiałby być za bardzo skomplikowany, by móc być realnym do przeprowadzenia[26].
- teorię Farrera-Gouldera – pierwotny jest Marek (tak jak w klasycznej teorii dwóch źródeł), ale następnie Mateusz skorzystał z niego, a Łukasz z obydwu (wykluczając hipotetyczne źródło Q). Sformułował ją w połowie XX wieku Farrer[27], rozwinął później Goulder[28], a współcześnie popiera ją m.in. Goodacre[29][30].

Każda z powyższych teorii polega na polemizowaniu z jednym z dwóch podstawowych fundamentów teorii dwóch źródeł: pierwsza z pierwszeństwem Mk, a z druga z istnieniem źródła Q.

## Literatura
- H. C. Thiessen, Introduction to the New Testament, Eerdmans Publishing Company, Grand Rapids 1976, ss. 101-161.
- M. Uglorz, Introdukcja do Nowego Testamentu, cz. 1, ChAT, Warszawa 1994, ss. 56-64.
- A. H. McNeile, An Introduction to the Study of the New Testament, Clarendon Press, Oxford 1955, pp. 59–91.
- Bo Reicke, The Roots of the Synoptic Gospels, Fortress Press, Philadelphia 1986.
- J. Carmignac, Początki Ewangelii Synoptycznych, przeł. W. Rapak, The Enigma Press, Mogilany-Kraków 2009.
- Wstęp do Nowego Testamentu, red. R. Rubinkiewicz, Pallottinum, 1996, ss. 98-105
- Th. Zahn, Introduction to the New Testament (1917), ss. 400-427.